# Кольская ГМК (клуб по хоккею с мячом)

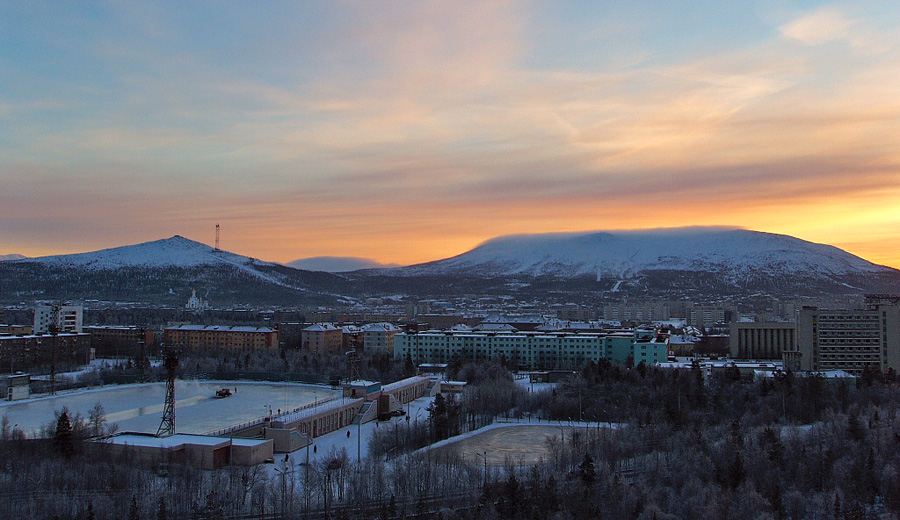
Стадион «МАУ ДО СШ»

«Ко́льская ГМК» — команда по хоккею с мячом из Мончегорска. В настоящее время выступает в Высшей лиге.

## История
Клуб «Североникель» создан в 1957 году при металлургическом комбинате. В 2000 году был переименован в «Мончегорск — Североникель», с 2009 — «Кольская ГМК». Неоднократный победитель первенства Мурманской области. Клуб провел в высшей лиге СССР 7 сезонов (лучшее место 12-е) В чемпионатах России в высшей лиге — 7 сезонов (лучшее место 8-е). Самая крупная победа была одержана 24 ноября 1993 года над королёвским «Вымпелом» (11:3). Самое крупное поражение команда понесла от нижегородского «Старта» (0:13).
В 2000-е годы команда неоднократно побеждала в турнирах первой лиги, а также занимала призовые места, предоставлявшие права на повышение в классе. Но правом на переход в класс сильнейших воспользовалась только однажды (после победы в 2002 году), в остальных случаях отказ был мотивирован отсутствием необходимого финансирования.
Летом 2012 года было принято решение о расформировании команды мастеров, выступавшей в первой группе высшей лиги. Клуб существует как детско-юношеская спортивная школа, принимающая участие во всероссийских детских и юношеских соревнованиях.
Победитель первенства России для команд высшей (первой) лиги: 2002, 2006, 2007, 2010.

## Тренеры
- С. Мельников (1966, 1968)
- А. Семенов (1967)
- В. П. Листиков (1969—1971)
- В. Г. Смирнов (1972—1974)
- Ю. В. Ульянов (1975—1991)
- Б. А. Удодов (1992—1995)
- С. И. Тепляков (1996—1998)
- В. А. Овдейчук (1999—2001)
- А. Н. Вихарев (2002, 2003)
- Г. А. Конев (2004, 2005 до февраля)
- Б. А. Удодов (2005—2012)